# 韋特倫 (內華達州)
韋特倫（英語：Veteran）是位於美國內華達州白松縣的鬼鎮。

## 地理
韋特倫所處的海拔為高於海平面2337米（即7330英呎），而該地所採用的時區為UTC-8，即太平洋时区（PST）。同時該地設有夏令時間，為UTC-8調快一小時，即UTC-7（PDT）。